# Kauai County
Kauai County er et county af i alt fem i den amerikanske delstat Hawaii. Kauai County blev oprettet i 1905 og ligger i den nordlige del af delstaten og består af øerne Kauai, Niihau, Lehua og Kaula.
Kauai Countys totale areal er 3.280 km² hvoraf 1.668 km² er vand. I 2008 havde Kauai County 63.689 indbyggere. Amtets administration ligger i byen Lihue.

## Personer fra Kauai County
- John Thomas Gulick († 1923), naturalist
- Richard Kawakami († 1987), politiker i Hawaiis kongres
- Spark Masayuki Matsunaga († 1990), politiker i Hawaiis senat
- Larry Ching († 2003), sanger
- Andy Irons, surfer († 2010)
- Laird Hamilton (1964-), surfer, voksede op på Kauai

22°04′00″N 159°39′00″V / 22.066666666667°N 159.65°V